# Pièce de 2 centimes épi
La pièce de 2 centimes épi est une ancienne pièce de monnaie divisionnaire française en franc. Cette pièce n'a jamais été adoptée et n'existe que sous la forme d'essais et de prototypes.

## Frappes courantes
| Millésime | Tirage | Remarques        |
| --------- | ------ | ---------------- |
| 1959      | ???    | prototype bronze |
| 1960      | ???    | présérie         |
| 1961      | 3 500  | essai            |

## Frappes commémoratives
Pas de frappe commémorative.

## Sources
- "Valeur des Monnaies de France" de René Houyez éditions GARCEN